# Селін Саллетт
Селі́н Салле́тт (фр. Céline Sallette, 25 квітня 1980, Бордо, Франція) — французька акторка театру і кіно. Закінчила Вищу національну консерваторію драматичного мистецтва.

## Вибіркова фільмографія
- 2011 : Будинок терпимості
- 2016 : Сент-Амур
- 2018 : Один король — одна Франція / Un peuple et son roi — Рейне Ауду
- 2021 : Фантазії для дорослих / Les fantasmes

1. ↑  https://web.archive.org/web/20200407182252/http://collectif5050.com/les-signataires